# A.S. Roma (kvinder)
Associazione Sportiva Roma er en fodboldklub fra Rom, Italien, den kvindelige afdeling af A.S. Roma. Klubben blev etableret i 2018 og overtog Serie A licensen fra Res Roma.

## Truppen
Oversigten er opdateret til og med 25. maj 2024
| Nr. | Land     | Position | Spiller                 |
| --- | -------- | -------- | ----------------------- |
| 1   | Finland  | MM       | Tinja-Rikka Korpela     |
| 2   | Japan    | FO       | Moeka Minami            |
| 3   | Italien  | FO       | Lucia Di Guglielmo      |
| 6   | Spanien  | FO       | Oihane Valdezate        |
| 7   | Canada   | AN       | Evelyne Viens           |
| 8   | Japan    | MI       | Saki Kumagai            |
| 9   | Italien  | AN       | Valentina Giacinti      |
| 10  | Italien  | MI       | Manuela Giugliano       |
| 11  | Norge    | AN       | Emilie Haavi            |
| 12  | Rumænien | MM       | Camelia Ceasar          |
| 13  | Italien  | FO       | Elisa Bartoli (anfører) |
| 14  | Schweiz  | FO       | Eseosa Aigbogun         |
| 16  | Italien  | MI       | Claudia Ciccotti        |
| 17  | Schweiz  | AN       | Alayah Pilgrim          |
| 18  | Italien  | AN       | Benedetta Glionna       |
| 20  | Italien  | MI       | Giada Greggi            |

| Nr. | Land      | Position | Spiller               |
| --- | --------- | -------- | --------------------- |
| 21  | Italien   | MI       | Martina Tomaselli     |
| 22  | Norge     | FO       | Anja Sønstevold       |
| 23  | Østrig    | MI       | Laura Feiersinger     |
| 32  | Italien   | FO       | Elena Linari          |
| 33  | Slovenien | MI       | Zara Kramžar          |
| 51  | Danmark   | MI       | Sanne Troelsgaard     |
| 56  | Italien   | MI       | Giada Pellegrino Cimò |
| 87  | Sverige   | MM       | Stéphanie Öhrström    |

## Eksterne links
- Officiel hjemmeside (engelsk) (italiensk)